# Thunnus alalunga
A Thunnus alalunga a sugarasúszójú halak (Actinopterygii) osztályának a sügéralakúak (Perciformes) rendjébe, ezen belül a makrélafélék (Scombridae) családjába tartozó faj.

## Előfordulása
A Thunnus alalunga az összes óceán trópusi és szubtrópusi részén megtalálható. A Földközi-tengerben is fellelhető.

## Megjelenése
A kifejlett állat átlagos testhossza  100 centiméter, de 140 centiméteres példányt is fogtak már. A felnőttkort körülbelül 85-90 centiméteresen éri el. Az eddigi legnehezebb példány 60,3 kilogrammot nyomott. A hátúszóján 11-14 tüske és 12-16 sugár, míg a farok alatti úszóján 11-16 sugár ül. A testét nagyon apró pikkelyek borítják. Testéhez képest a mellúszói hosszúak.

## Életmódja
Nyílt vízi halfaj. A felszíntől egészen 600 méter mélységig található meg. A 10-25 Celsius-fok között érzi jól magát. Tápláléka apró halakból, rákokból és kalmárokból tevődik össze. A rajokat azonos korú fajtársaival, vagy azonos méretű rokon fajokkal alkotja. Habár a nemek aránya a fiataloknál egyforma, felnőttkorra a hímek többségbe kerülnek.
Legfeljebb 9 évig él.

## Veszélyeztetettsége, felhasználása
A Thunnus alalunga rajta van a vándorló tengeri halakat védelmező, úgynevezett Annex I of the 1982 Convention on the Law of the Sea határozat listáján; ennek ellenére ipari méretben halásszák. A sporthorgászok is kedvelik, mivel hevesen küzd a kifogása ellen. Fagyasztva, konzervbe tárolva, főzve vagy füstölve árusítják. Igen keresett halfaj.

## Képek

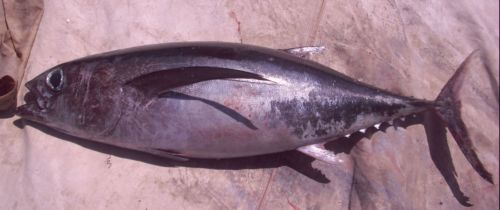
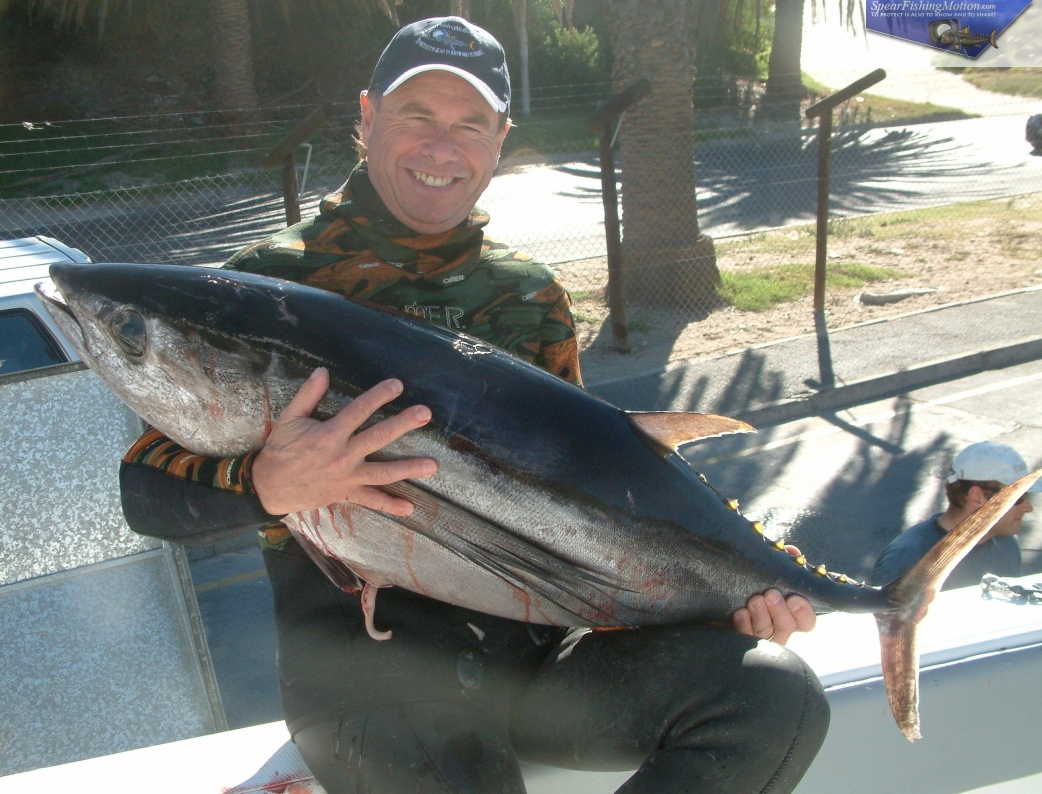
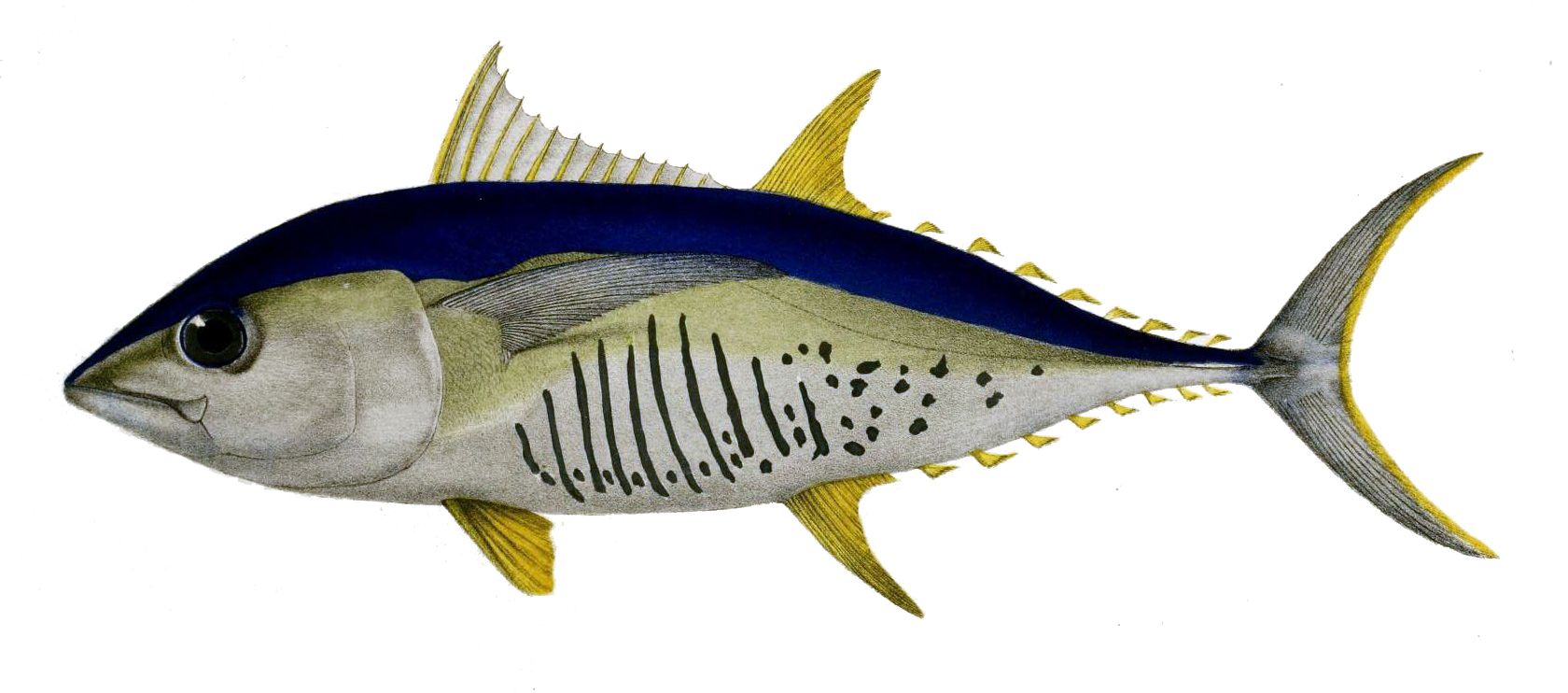
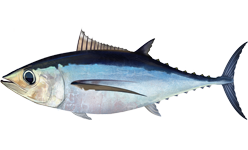